# مختبر دكستر رحلة ايغو (فلم)
مختبر دكستر: رحلة إيغو(بالإنجليزية: Dexter's Laboratory: Ego Trip) هو فيلمُ رسومٍ متحركة تيلفزيوني مبنيّ على مسلسل كرتون نتورك؛ مختبر دكستر تم إنتاجه بواسطة هانا-باربيرا كارتونز، يعدُّ الفيلم أولى أدوار جندي تارتاكوفسكي الإخراجيّة في فيلم، وكان يهدف في الأصل إلى إنهاء المسلسل.
كان فيلم رحلة ايغو أول فيلم تلفزيوني من إنتاج شركة كرتون نتورك ، وهو آخر جزء من مختبر دكستر يتمّ تحريكه باستخدام الرسوم المتحركة التقليدية، تمّ عرضه لأولِ مَرّة في 10ديسمبر 1999.

## القصة
تتحدث القصة عن سفر دكستر إلى المستقبل والتقائه بعدة نسخ مستقبلية منه ومنافسة ماندارك